# Ceropegia odorata
Ceropegia odorata är en oleanderväxtart som beskrevs av Joseph Nimmo. Ceropegia odorata ingår i släktet Ceropegia och familjen oleanderväxter. Inga underarter finns listade i Catalogue of Life.